# تنويع زراعي

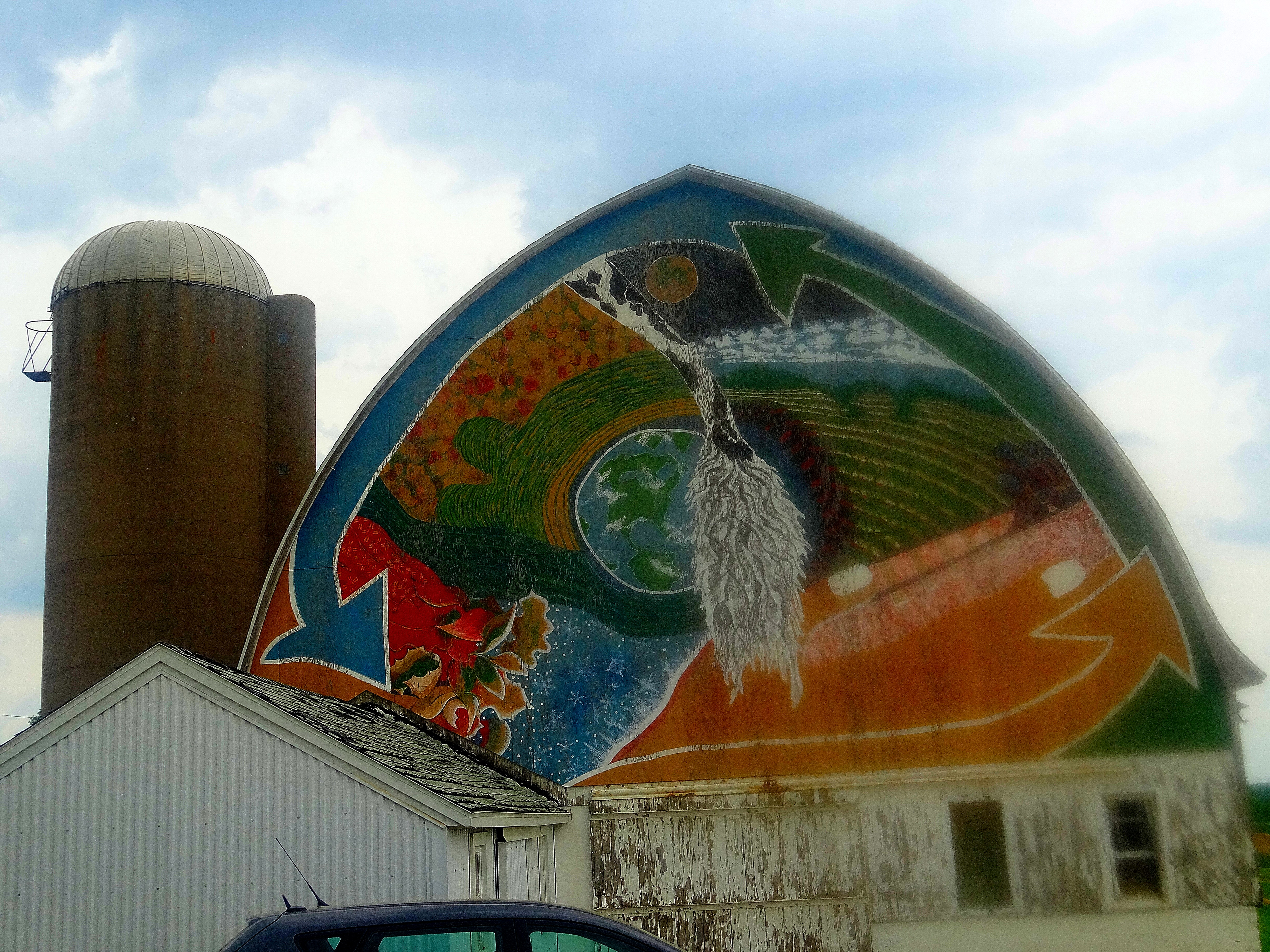

في السياق الزراعي ، يمكن اعتبار التنويع وإعادة تخصيص بعض الموارد الإنتاجية للمزرعة، مثل الأرض، و رأس المال، و المعدات الزراعية ، و المزارع إلى الزارعين الآخرين، ولا سيما في البلدان الغنية ، و الأنشطة غير الزراعية مثل المطاعم و المحلات. العوامل التي تؤدي إلى اتخاذ قرارات للتنويع كثيرة، وكلنها تشمل؛ تقليل المخاطر، و الاستجابة لمطالب المستهلكين المتغيرة أو سياسة  و الاستجابة للصدمات الخارجية، و مؤخراً ، نتيجة لتغير المناخ.

## تعاريفالتنويع
ينطوي التنويع الزراعي على حركة الموارد من مزيج سلعي منخفض القيمة إلى مزيج سلعي عالي القيمة. و هو يركز بشكل رئيسي على قطاع البستنة و الألبان و الدواجن و السمك. في حين أن معظم تعاريف التنويع تنطوي في المقام الأول على استبدال محصول واحد أو منتج زراعي آخر بأخر، أو زيادة في عدد المنشأت أو الأنشطة ، التي تقوم بها مزرعة معينة ، فإن التعرف تستخدم في البلدان المتقدمة في بعض الأحيان أكثر إلى تطوير الأنشطة في المزرعة التي لا تنطوي على الإنتاج الزراعي. على سبيل المثال: يعرف قسم واحد من الإدارة البريطانية للبيئة و الغذاء و الشؤون الريفية (DEFRA) التنويع بأنه «استخدام الرياديات في الموارد الزراعية لغرض غير زراعي لتحقيق مكاسب تجارية». باستخدام هذا التعريف ، وجدت(DEFRA) أن 56٪  من المزارع في المملكة المتحدة د تنوعت في عام 2003. و كانت الغالبية العظمى من أنشطة التنويع تشمل ببساطة استئجار مبان زراعية للاستخدام غير الزراعي ، و لكن 59٪ من المزارع شاركت في المعالجة أو البيع بالتجرئة ، 3٪ مع توفير الإقامة السياحية أو التموين ، 7٪ مع الأنشطة الرياضية أو الترفيهية.
يتبنى آخرون تعريفاً أوسع، قد يشمل تطوير فرص تسويقية جديدة. في البلدان النامية مثل الهند ، التي كانت واحدة من الشركات الرائدة في تشجيع التنويع ، يتم تطبيق هذا المفهوم على كل من المزارعين الأفراد و المناطق المختلفة ، حيث تهدف البرامج ومية إلى تشجيع التنوع على نطاق واسع. ينظر إلى المفهوم في العند على أنه يشير إلى التحول من الهيمنة الإقليمية لمحصول واحد إلى الإنتاج الإقليمي لعدد من المحاصيل ( التي تأخذ في الاعتبار) العوائد الاقتصادسة من قيمة مختلفة المحاصيل المزروعة مع فرص تسويقية تكميلية.